# Stanghelle
Stanghelle – wioska w gminie Vaksdal w okręgu Vestland w Norwegii. Leży wzdłuż Veafjorden u ujścia Hellestraumen (mała odnoga od głównego fiordu). Osada ma powierzchnię 0,39 kilometra kwadratowego, w 2020 roku zamieszkiwało ją 762 mieszkańców.
Przez wioskę przebiega europejska trasa E16 i linia kolejowa z Bergen. Wieś Helle leży bezpośrednio na północny wschód od Stanghelle, a miejskie centrum Dale leży około 5 kilometrów na północny wschód od Stanghelle.